# Fito Luri
Fito Luri (Reus, 1 de març de 1971) és un cantautor català.

## Discografia
- Aromes (2002)
- Zoòtrop (2009)
- Entrepans i mandarines (2012)
- 1440 bioritmes i una taula on hi pot seure tothom (2014)
- Reus, la Mussara, Cassiopea (Directe al teatre Bartrina de Reus 2014)
- Planetes càlids (Kasba Music, 2017)
- Cru (Kasba Music, 2028)
- Diari de Llambordes (Kasba Music, 2020)
- Salvar l'ànima (kasba Music, 2022)
- Seda i ferro (Kasba Music, 2025)